# Aeroporto de Fernando de Noronha
Luchthaven Fernando de Noronha-Gov. Carlos Wilson is de luchthaven van het eiland Fernando de Noronha, Brazilië. Het is de meest oostelijk gelegen luchthaven van Brazilië en de enige luchthaven van de eilandengroep waarin Fernando de Noronha gelegen is.

## Historie
Fernando de Noronha is het grootse eiland van het gelijknamige archipel, gelegen in de Braziliaanse territoriale wateren, op 545 km van Recife en 360 km van Natal.
De eerste startbaan werd gebouwd in 1934. In 1942, tijdens de Tweede Wereldoorlog, werd de startbaan verlengd en een passagiersterminal gebouwd door het Air Transport Command van de United States Army Air Forces als onderdeel van het Airport Development Program. Het leverde technische ondersteuning voor de luchtroute tussen Natal en Dakar, die een belangrijke verbinding vormde tussen Brazilië en Frans-West-Afrika voor het transport van goederen, personeel en vliegtuigen.
De luchthaven kwam op 5 september 1944 onder het beheer van de United States Navy. Na het einde van de oorlog werd de luchthaven weer overgedragen aan de Braziliaanse regering.
In 1975 werd de startbaan opnieuw verlengd, waarmee vliegtuigen van het formaat Boeing 737 er konden landen. In maart 1999 werd de huidige passagiersterminal geopend.
Nadat op 1 juni 2009 Air France-vlucht 447 verdween, werd de luchthaven de basis voor zoek- en reddingsoperaties. De vlucht was onderweg van Internationale Luchthaven Antônio Carlos Jobim naar Parijs-Charles de Gaulle toen hij in de Atlantische Oceaan verdween, circa 550 km ten noordoosten van Fernando de Noronha.

## Ongelukken en incidenten
- 14 december 1987: een Lockheed C-130H Hercules van de Braziliaanse luchtmacht met registratie FAB-2468 onderweg van Recife naar Fernando de Noronha crashte in de zee kort voor de landing. Alle 29 inzittenden kwamen hierbij om het leven.[3]
- 20 september 1990: een Embraer EMB110P1 Bandeirante met registratie PT-PAW die eigendom van de regering van Pernambuco was, vloog van Fernando de Noronha naar Recife crashte in de zee kort na het opstijgen. Alle inzittenden kwamen hierbij om het leven.[4]

## Bereikbaarheid
De luchthaven bevindt zich op 4 km van Vila dos Remédios, het bestuurlijke centrum van het eiland.